# Áed mac Eógain Ua Conchobair
Áed mac Eógain Ua Conchobair  (mort en 1309)  est roi de Connacht de 1293 à 1309. Il est le destinataire du poème  Cóir Connacht ar chath Laighean (en).

## Origine
Áed Ua Conchobair ou Ó Conchobhair est le fils cadet d' Eógan mac Ruaidrí mac Aeda Ua Conchobhair. En 1288 Magnus mac Conchobair Ruaid Ua Conchobair, fils de Conchobair Ruadh mac Muirchertaig Ua Conchobair, dépose son frère, Cathal le Rouge du royaume de Connacht. Après la mort de  Magnus en 1293, Cathal qui a emprisonné Áed, réussit à récupérer la royauté mais quelques mois plus tard il est tué par Ruaidri fils de Donough Reagh,

## Règne
Aed libéré accède au trône grâce à l’influence du Lord justicier John FitzGerald (1er comte de Kildare), qui est encore 4e Lord d'Offaly et devient de ce fait un vassal de facto du roi d'Angleterre mais 10 jours après son élection il est capturé par John FitzGerald  qui pille son domaine et tue une cinquantaine de se partisans . Remis en liberté Áed attaque le patrimoine du Clan Murtagh. il rase ensuite le château de Sligech qui avait été édifié par FizGerald l'année précédente.
En 1309 Ua Conchobair est tué par Áed Bréifnech mac Cathail Ruaid Ua Conchobair, du Clan Murtagh Ua Conchobhair, qui s'empare du royaume pour une année 

## Postérité
Aed laisse trois fils:
- Felim mac Aeda Ua Conchobair, ancêtre des  Ua Conchubhair Ruadh
- Cathal na bhFeadh mort en 1361
- Toirdelbach mac Aeda Ua Conchobair ancêtre des  Ua Conchubhair Donn

## Sources
- (en) T.W Moody, F.X. Martin,F.J. Byrne, Maps, Genealogies, Lists. A companion to Irish History part II, Oxford, Oxford University Press, coll. « A New History of Ireland » (no 9), 2011, 674 p. (ISBN 9780199593064), p. 223-225 « O'Connors Ó Conchobhair Kings of Connacht 1183-1474  »  et généalogie n°28 et 29 (a)  p. 158-159
- (en) A Timeline of Irish History, Richard Killen Gill & Macmillan Dublin (2003)  (ISBN 07171-3484-9).
- (en) Goddard Henry Orpen (Introduction de Seán Duffy), Ireland under the Normands 1169-1333, vol. III, Dublin, Four Courts Press (réédition), 2005, 633 p. (ISBN 9781846828188), p. 361-376 The Conquest of Connaught 1224-37 & Tne Sub-infeudation of Connaught, 1237, and Afterwards p.377-393